# Liege Castle
Liege Castle är ett slott i Storbritannien.   Det ligger i kommunen Vale of Glamorgan och riksdelen Wales, i den södra delen av landet, 220 km väster om huvudstaden London. Liege Castle ligger 99 meter över havet.
Terrängen runt Liege Castle är huvudsakligen platt. Liege Castle ligger uppe på en höjd. Runt Liege Castle är det tätbefolkat, med 411 invånare per kvadratkilometer. Närmaste större samhälle är Cardiff, 13,0 km öster om Liege Castle. Trakten runt Liege Castle består i huvudsak av gräsmarker.